# Nozza (dolce)
La nozza è un dolciume tipico di Calcinaia, comune in provincia di Pisa. È una cialda dalla forma conica, color giallo- arancio, molto friabile, preparata con zucchero, uova, anice, rosolio, farina e zucchero di vaniglia. Il suo sapore è molto simile a quello del brigidino di Lamporecchio. La si può gustare da sola oppure riempiendola di gelato, crema pasticcera o panna. Per farle assumere la tipica forma conica, l'impasto ancora caldo viene avvolto attorno al collo di una bottiglia di vetro.

## Sagra della nozza
La sagra della nozza si tiene a Calcinaia solitamente la terza domenica di maggio. Per l’evento, questo dolciume viene prodotto dalle donne del paese.

### Storia
La prima sagra della nozza si tenne nel maggio 1975 e fu inventata da un gruppo di calcinaioli (di cui presidente era Luigi Poggetti) che facevano riferimento alla Deputazione di Santa Ubaldesca Taccini, la santa protettrice del paese. In origine la nozza veniva usata solamente in occasione dei matrimoni: veniva riempita di confetti ed usata come bomboniera. A questo infatti si deve il nome del dolciume.